# Kościół katolicki na świecie
Kościół katolicki na świecie – sytuacja Kościoła katolickiego na świecie jest przedmiotem wielu analiz, przeprowadzanych zarówno przez przedstawicieli Kościoła katolickiego, w tym jego wyspecjalizowane instytucje, jak też niezależną prasę i literaturę z zakresu religioznawstwa oraz instytucje państwowe i organizacje pozarządowe. Analizy te dotyczą różnych aspektów sytuacji kościoła, w tym: statystyki liczby wiernych, działalności i struktury katolickiego duchowieństwa, zaangażowania osób świeckich w życie religijne kościoła, kondycji duchowej i poglądów członków wyznania, wpływu nauk katolickich oraz działalności religijnej na pozostałą część społeczeństwa, sposobu postrzegania katolicyzmu oraz katolickiego duchowieństwa przez pozostałą ludność, współpracy międzywyznaniowej, sytuacji prawnej w poszczególnych krajach, wolności praktyk religijnych oraz dyskryminacji i prześladowań religijnych i wielu innych.

## Sytuacja demograficzna

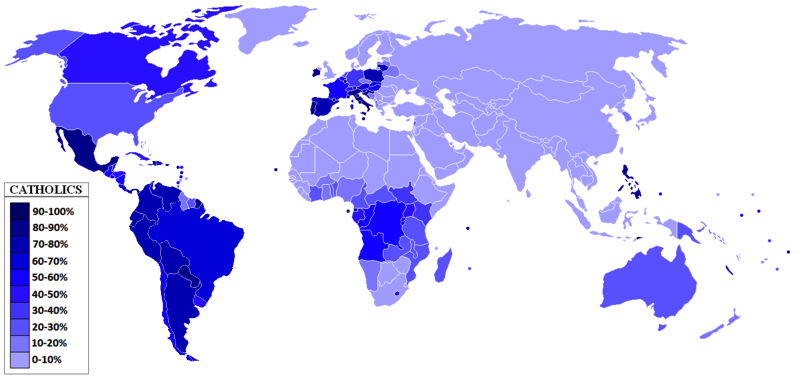
Udział katolików w populacji poszczególnych krajów

Liczba katolików na świecie wzrasta w tempie zbliżonym do przyrostu naturalnego ludności świata. W ostatnich dziesięcioleciach spowodowało to niespotykany przedtem wzrost liczby wiernych (wzrost o 56,11% czyli o 424,5 miliona w latach 1978–2009). Połowa światowej populacji katolików żyje na obszarze Ameryki Północnej i Ameryki Południowej (48%), 19,3% w Afryce, 18,1% mieszka w krajach Europy, blisko 11% w Azji i pozostałe ok. 0,8% w krajach Oceanii.
Katolicy stanowią obecnie 17,67% ludności świata. Największy jest udział katolików w ludności Ameryki Południowej i Północnej – 64,1%, w Europie jest to 39,6%, w Oceanii 25,9%, w Afryce 19,4, a w Azji 3,3% (dane z 2021 roku). W 2013 roku według oficjalnych danych Kościoła liczba katolików wzrosła o około 25 milionów, z tego 16,1 mln ochrzczono.
Liczba katolików nieustannie rośnie w krajach Afryki i w Azji. Natomiast w niektórych państwach od lat obserwuje się spadek liczby wiernych. Dotyczy to np. wielu krajów europejskich.. W niektórych państwach europejskich, m.in. we Francji, Czechach i Niemczech, Kościół katolicki sprzedaje swoje dobra, ponieważ nie stać go na ich utrzymanie. Niemniej jednak w skali całego świata obserwuje się stały wzrost liczby wiernych, która w 2010 roku wyniosła około 1,196 mld osób, a w 2021 roku 1,378 mld osób.
W niektórych krajach, zwłaszcza w Stanach Zjednoczonych, wzrost jest związany z napływem katolickiej ludności z innych krajów (w tym wypadku imigrantów z Ameryki Łacińskiej). Kościół katolicki prowadzi także działalność misyjną w krajach byłego ZSRR, które charakteryzują się słabą religijnością – po latach komunizmu, gdy ateizm był częścią państwowej ideologii, a kościoły były burzone lub zamykane.

### Liczba katolików na świecie
Dane w milionach dla wybranych lat

Powyższe oficjalne dane dotyczą liczby wszystkich żyjących osób ochrzczonych w Kościele katolickim. Nie uwzględniają odchodzenia wiernych do innych religii ani innych przyczyn zaprzestania utożsamiania się z Kościołem. Dlatego liczba osób podających się za katolików może istotnie różnić się od oficjalnych statystyk, np. w samej Brazylii jest to rozbieżność wynosząca ok. 30 milionów osób (155 mln według Watykanu, 125 mln według spisu powszechnego z 2000 r.).

## Katolickie duchowieństwo
Obecnie na świecie działa ponad 400 000 kapłanów katolickich. W roku 2009 było to 410 593 kapłanów, z tego 275 542 to księża diecezjalni, a 135 051 – księża zakonnicy.  Od początku XXI w. liczba księży na świecie powoli wzrastała, jednak daje się zauważyć jej spadek. W Europie (od roku 1999 do 2009 o 9%) oraz w Ameryce (od roku 1999 do 2009 spadek liczby księży diecezjalnych o 7%) i w Oceanii (od roku 1999 do 2009 o 4,6%). Liczba księży diecezjalnych na początku lat 20. XXI wieku rośnie w Azji, Afryce i Oceani. Spadek liczby księży zakonnych dotyczy Europy i obu Ameryk. W 2021 roku ogólna liczba księży katolickich wyniosła 407 872 co w porównaniu z rokiem poprzednim oznacza spadek o 0,57%.
W związku ze znacznym wzrostem ogólnej liczby katolików spadek liczby księży w ostatnich dziesięcioleciach XX w. oraz niewielki jej wzrost obecnie na niektórych kontynentach powoduje znaczny wzrost liczby parafian przypadających na jednego księdza.
W wyniku tego rośnie też liczba parafii, w których nie ma księdza – od 1970 do 2004 roku jest to wzrost z 39 431 do 55 729.
Poważnym problemem są ujawnione skandale seksualne z udziałem katolickich duchownych, co przyznał papież Benedykt XVI.

### Liczba księży katolickich na świecie
Dane w tysiącach dla wybranych lat

## Wolność religijna
W większości krajów świata Kościół katolicki działa jako legalna, zarejestrowana wspólnota wyznaniowa, z zagwarantowaną wolnością do nauczania i praktykowania swojej religii.
Watykan jest uznawany za suwerenne państwo i utrzymuje stosunki dyplomatyczne z większością państw świata.
Jednakże, podobnie jak inne kościoły chrześcijańskie, w wielu krajach Bliskiego i Środkowego Wschodu możliwość praktykowania tej wiary jest bardzo ograniczona, a nawet zakazana. W niektórych spotykane są przypadki prześladowania ze względu na wyznanie, z napadami na chrześcijan włącznie. Wśród tych krajów wymieniane są: Egipt, Nigeria, Filipiny, Irak, Iran a także Pakistan i Wietnam. Za kraj szczególnie łamiący wolność religijną uznana jest Korea Północna.

## Kościół katolicki w Europie

### Austria
Chociaż Austria była krajem niemieckojęzycznym, nie rozwinęła się tam nigdy poza okolicami Salzburga i krajami jej podległymi, jak Czechy, silna formacja protestancka. Cesarstwo Austriackie było jednym z fundamentów europejskiego katolicyzmu. W XVIII wieku jednak cesarz Józef II Habsburg skonfiskował część majątków kościelnych, przekazując je na szkolnictwo, wojsko i administrację. Zakazał także pielgrzymek.
W 2013 roku praktykowało około 7% społeczeństwa, podczas gdy w 2005 roku praktykowało jeszcze około 9% społeczeństwa, a w 1995 roku 14% społeczeństwa. Do Kościoła katolickiego w 2015 roku należało 5,21 mln osób (60,7% z 8,58 mln ludności). W stolicy Austrii Wiedniu katolicy stanowią mniej niż połowę ludności. Na negatywny wizerunek Kościoła w XXI wieku wpływ miały ujawnione przez media informacje o posiadaniu przez kleryków w seminarium duchownym w St. Pölten pornografii dziecięcej i fotografie seminarzystów w niedwuznacznych pozach razem z wykładowcami. Seminarium zostało ostatecznie zamknięte. W 2010 roku w związku z tym z Kościoła w Austrii wystąpiła rekordowa liczba 85 960 osób. 5% austriackich katolików popiera celibat, przeciwnych jest zaś 90%.

### Belgia

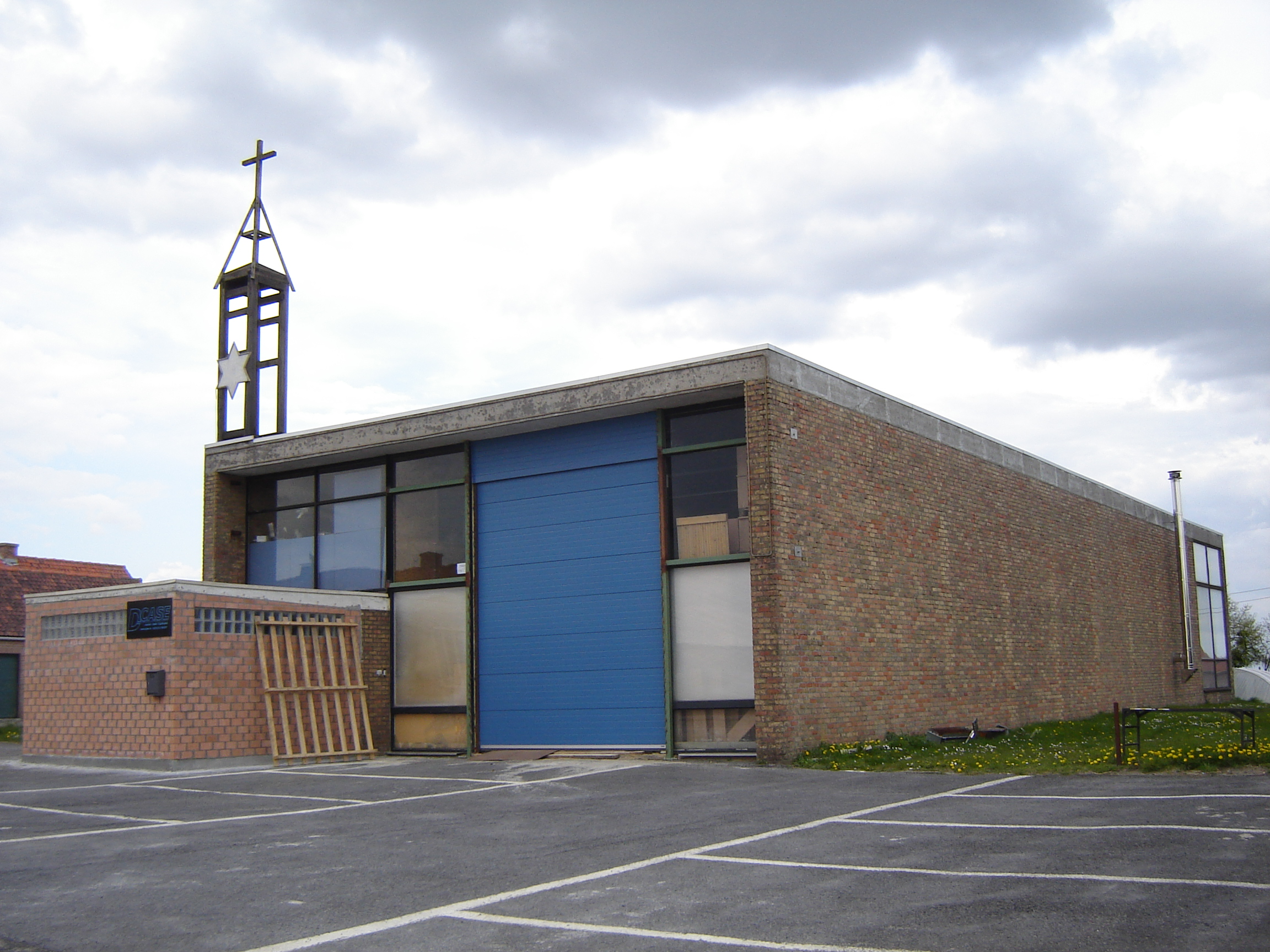
Niegdyś kaplica katolicka w Zonnebeke w Belgii, obecnie magazyn

Belgia jest krajem trójjęzycznym. W XIX wieku jednym z bodźców do powstania tego państwa było wyznanie katolickie, gdyż dla mieszkańców Flandrii nie do zaakceptowania był antykatolicki kalwinizm Niderlandów. Ruch antyklerykalny początkowo rozwijał się tam słabo, później zaczął się wzmagać na wzór francuski. W Belgii zidentyfikowano około 500 ofiar duchownych-pedofilów; 13 z ofiar popełniło samobójstwo. Kościół katolicki w Belgii doliczył się 134 księży-pedofilów. W czerwcu 2010 policja belgijska dokonała przeszukania siedziby Kurii Arcybiskupiej w Mechelen w celu odnalezienia dokumentów potwierdzających tuszowanie pedofilii przez tamtejsze władze kościelne, co wywołało oburzenie Watykanu. W 2011 roku około 80 osób złożyło pozew przeciwko Kościołowi w Belgii i papieżowi Benedyktowi XVI. Jest to pierwszy taki pozew w Europie. W nim ofiary księży, którzy dopuścili się przestępstw seksualnych, domagają się odszkodowań. 30 maja 2011 roku belgijscy biskupi ogłosili, że ofiarom zostanie wypłacone odszkodowanie.
Katolicy stanowią 74% społeczeństwa. Praktykuje 5% wiernych.

### Chorwacja
Katolicy w Chorwacji stanowią 87% społeczeństwa. Większość praktykuje. Tak jak w większości krajów ludzie są bardziej religijni na wsiach i małych miastach niż np. w Zagrzebiu czy miastach turystycznych.
W 2011 roku Kościół w Chorwacji borykał się ze skandalem związanym z wystawnym życiem hierarchów. Od 1996 roku dostawali od państwa budynki w ekskluzywnych miejscach w Zagrzebiu, które później remontowali. Finalizacją tego procesu było oddanie do użytku willi należącej do Konferencji Episkopatu. Ma ona 6000 m² powierzchni i kosztowała 10 mln euro.

### Czechy
W Czechach Kościoła katolickiego nie utożsamia się z ideami narodowymi, ponieważ w czasach rządów Habsburgów sprzyjał germanizacji. W czasach realnego socjalizmu cały majątek Kościoła katolickiego został upaństwowiony, a msze odprawia się w kościołach należących oficjalnie do państwa. Niechęć Czechów do Kościoła wiąże się z bezprawnym straceniem reformatora religijnego Jana Husa na Soborze w Konstancji i z przymusowym nawracaniem na katolicyzm w czasach habsburskich. Z uwagi na to, że w Czechach działają 2 seminaria, ok. 40% księży to obcokrajowcy, głównie Polacy. W 2011 roku katolicy stanowili oficjalnie 10,3% społeczeństwa (spadek z 39,1% w 1991 i 26,8% w 2001), 59% Czechów nie należało do żadnego kościoła. Czesi są jednym z najbardziej zateizowanych narodów świata. Praktykuje 4-5% katolików.

### Francja

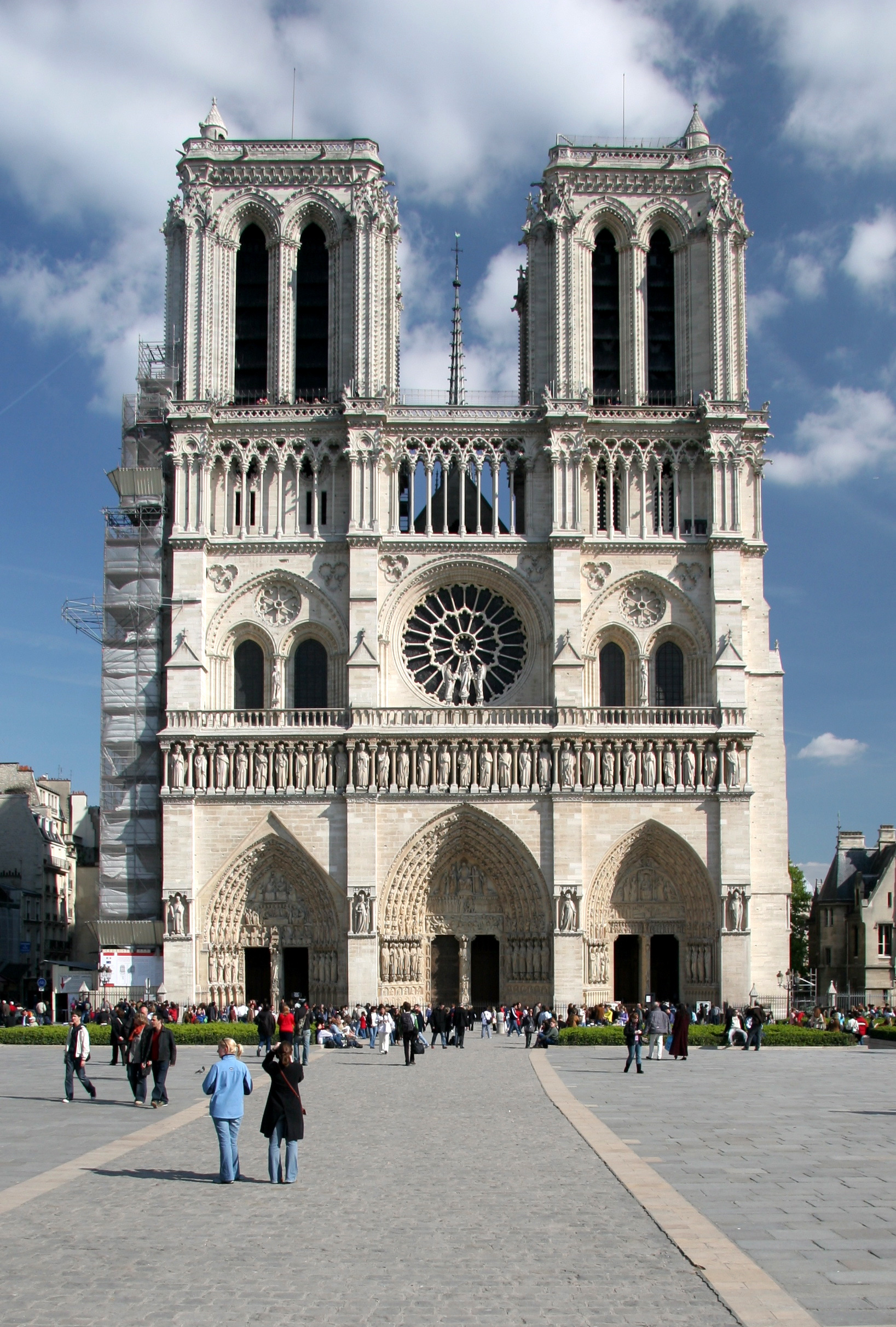
Katedra Notre-Dame w Paryżu

Relacje Kościół-państwo reguluje tzw. prawo z 1905 roku, które oddziela państwo i Kościół; stulecie jego funkcjonowania obchodzono publicznie. Francja nie ma podpisanego konkordatu ze Stolicą Apostolską. Stosunkowo wielu księży pochodzi spoza Francji, na przykład z krajów afrykańskich i azjatyckich; również wierni rekrutują się przeważnie ze starszych Francuzów. W skali kraju w 2007 roku podczas sondażu CSA 51% (wobec 64% w 1994 roku) społeczeństwa zadeklarowało się jako katolicy (według innych ocen 70% żyjących obecnie Francuzów było ochrzczonych), a chodzi do kościoła regularnie około 6–8% ludności. Często jednak nadal zdarza się, że w niedziele niektóre kościoły są zapełnione, dzieje się tak, ponieważ w jednym kościele dla całego miasta odprawia się jedną mszę w niedzielę. W wielu parafiach jednak msze odprawia się jedynie co którąś niedzielę. Wiele osób nie wie nawet, że wiele świąt obchodzi się z przyczyn religijnych. Znacząco wzrósł też odsetek osób deklarujących ateizm (obecnie 31% wobec 24% w 1994 roku), a mocno spada liczba powołań kapłańskich. Muzułmanie stanowią około 8 – 10% ludności. Proces odchodzenia od wiary katolickiej we Francji nasilił się w latach sześćdziesiątych XX wieku wraz z pojawieniem się powszechnych zmian obyczajowych. Z historycznego punktu widzenia niekorzystnie na obraz Kościoła we Francji wpłynęły organizowane przez władców i Kościół prześladowania i likwidacja katarów w XIII w.
Obowiązujące obecnie prawo jest w dużej mierze echem rewolucji francuskiej. W konstytucji francuskiej zapisane jest, że jest ona republiką laicką. W szkołach formalnie nie pozwala się nosić symboli religijnych w sposób ostentacyjny (co de facto dotyczy głównie islamskich chust na głowach uczennic). W wielu szkołach podczas świąt Bożego Narodzenia nie stawia się choinek, aby nie naruszać zasady laickości. W państwowych instytucjach, szkołach, urzędach nie umieszcza się symboli religijnych.
Z sondażu, który wykazał, że 51% Francuzów jest katolikami, okazało się, że 52% spośród katolików wierzy w Boga, ale jedynie 18% spośród katolików wierzących w Boga wierzy w Boga osobowego, pozostali nie mają co do tego pewności albo wierzą w rodzaj siły kosmicznej czy duchowej energii, 44% spośród katolików uważa, że Mahomet był prawdziwym prorokiem, 81% opowiada się za zniesieniem celibatu, 79% za kapłaństwem kobiet, a 7% uważa, że katolicyzm jest jedyną prawdziwą wiarą. Jednym ze sposobów na przyciągnięcie do kościołów młodych ludzi było zorganizowanie cyklu koncertów techno połączonych z modlitwą w katedrach. Problemem jest także niska liczba powołań kapłańskich przy średniej wieku księży wynoszącej 67 lat, co oznacza, że do 2014 roku liczba francuskich księży spadnie o połowę.
Jednocześnie istnieje tu najbardziej w Europie rozwinięty system szkolnictwa prywatnego, związanego w różny sposób z Kościołem. Uwzględnia on (nieobowiązkowe) nauczanie religii w szkole i jest finansowany w dużej mierze przez państwo. Francuski laicyzm graniczy zdaniem niektórych katolików z intelektualnym fanatyzmem, który jednak nie objawia się w formie aktów przemocy, a jedynie słownej krytyki i sceptycyzmu.

### Hiszpania

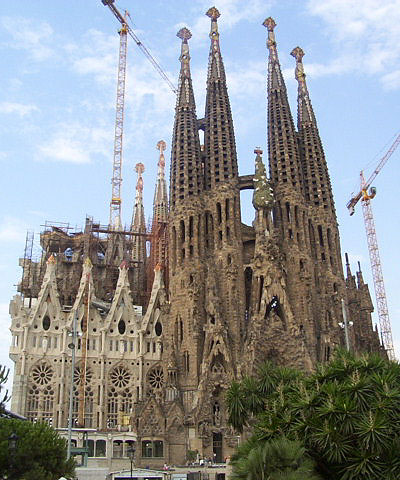
Kościół Sagrada Família w Barcelonie

Od czasów rekonkwisty Hiszpania była państwem, gdzie jedyną uprawnioną religią był katolicyzm, który był silnie powiązany z władzą świecką. W czasie wojny domowej prześladowania Kościoła znacznie się nasiliły. Egzekucje osób duchownych lub nawet świeckich deklarujących przywiązanie do katolicyzmu zaczęły przybierać charakter masowy – zamordowano około 7000 osób duchownych. Ubocznym efektem prześladowań Kościoła było zniszczenie wielu dokumentów narodzin, małżeństw, zgonów, ponieważ rejestry takie prowadzono przy kościołach.
Po śmierci Franco w 1975 nastąpiły zmiany zmierzające do demokratyzacji kraju. Przyjęto konstytucję, w której Kościół katolicki nie zajmuje już pozycji uprzywilejowanej, dopuszczalna, a nawet zalecana jest natomiast współpraca państwa z Kościołem. Kościół otrzymuje dotacje od państwa (np. na utrzymanie budynków kościelnych, które często jednocześnie stanowią dzieła sztuki).
W ostatnich dziesięcioleciach w Hiszpanii znacznie spadła liczba regularnie praktykujących katolików. W 1970 było to 87% Hiszpanów, w 1993 - 52%, w 2002 – 25% brało udział w praktykach religijnych co najmniej raz w tygodniu, a w 2006 roku regularnie do kościoła chodziło około 17% społeczeństwa.
W 2018 roku katolicy stanowili 66% ludności, ale jako praktykujący katolicy deklarowało się 26% mieszkańców kraju. Spadek liczby katolików wynika głównie ze wzrostu odsetka osób deklarujących się jako ateiści, agnostycy lub niewierzący; od 1980 do 2018 roku udział takich osób wzrósł z 8,5% do 27% ludności Hiszpanii.

### Holandia
Do XVI wieku Holandia była krajem katolickim. Wtedy stała się krajem kalwińskim; przyciągała również anabaptystów i arian. Duże miasta, jak Amsterdam, były wyłącznie protestanckie, katolicy do połowy XIX wieku mieli zakaz budowania tam swych świątyń. Katolicyzm ostał się jednak na prowincji, gdzie do XX wieku żarliwie go wyznawano. Protestanci byli przeważnie mieszczanami i pośrednikami w handlu europejskim, zwłaszcza towarami uważanymi w tamtych czasach za luksusowe, jak przyprawy, katolicy trudnili się rolnictwem i w XIX wieku masowo zaczęli napływać do miast, aby poprawić swoje warunki materialne, gdyż poziom życia obniżała wysoka dzietność. Karol Wojtyła (późniejszy papież Jan Paweł II), będąc tuż po wojnie w 1947 w Holandii, tak go określił: "Pamiętam, że dzięki pomocy moich kolegów, zwłaszcza rodziców nieżyjącego już ks. Alfreda Delme, mogliśmy wspólnie ze Stanisławem Starowieyskim spędzić dziesięć dni w Holandii. Uderzyła mnie niezwykle mocna struktura Kościoła i duszpasterstwa w tym kraju, prężne organizacje i żywotne wspólnoty kościelne." W 1966 roku w katolickiej prowincji Limburgia praktykowało 75% ludności, a w 1979 roku było to już 26%.
Dzisiaj Holandia jest jednym z najbardziej zlaicyzowanych państw na świecie o stosunkowo dużej liczbie osób deklarujących ateizm. Religia jest krytykowana przez środowiska określające się mianem postępowych. Do katolicyzmu przywiązani są tam współcześnie głównie imigranci polscy, hiszpańscy i portugalscy. Istniejące kościoły są dość liberalne: zdarza się, że msze odprawiają pastorzy, pastorki lub nawet kobiety czy mężczyźni niebędący duchownymi – z uwagi na brak księży; nie mówi się o zakazie antykoncepcji, encykliki i dokumenty papieskie tłumaczy się z opóźnieniem. Obecnie 45% ludności nie należy do żadnej wspólnoty religijnej. Na msze uczęszcza 7,8% wierzących.  W 2011 roku informowano, że w Holandii 12 tysięcy kościołów nie spełnia swojej pierwotnej funkcji (czekają na nabywcę lub są wykorzystywane do celów pozareligijnych). Według informacji z 2015 roku planowano zamknięcie kolejnych 1000 kościołów czyli 30% wszystkich kościołów w Holandii.
Obecnie w Holandii coraz bardziej nagłaśniane są skandale seksualne z udziałem duchownych, w tym księży salezjanów; prowadzone są śledztwa w tej sprawie.

### Irlandia
Według spisu ludności z 2011 roku odsetek osób deklarujących katolicyzm wynosił 84%. Irlandczycy uważani byli zawsze za bardzo katolicki naród. Pod koniec XX i na początku XXI wieku obserwuje się jednak stopniowy spadek liczby praktykujących katolików. Związane jest to przede wszystkim z ujawnieniem przypadków pedofilii wśród irlandzkich księży oraz opublikowaniem informacji, że irlandzki biskup Eamonn Casey ma dziecko, które wychowywał za pieniądze kościelne, oraz że inny, nieżyjący już, irlandzki ksiądz był przez wiele lat związany z kobietą, z którą miał dwójkę dzieci. W Dublinie do kościoła chodzi regularnie 8-10% społeczeństwa, podczas gdy na wsi nawet 80%, przy czym należy zauważyć, iż prawie połowa ludności Irlandii mieszka w Dublinie i jego okolicach. W całym kraju praktykuje 25% ludności.

### Liechtenstein
Katolicy stanowią 75% ludności Liechtensteinu.

### Litwa

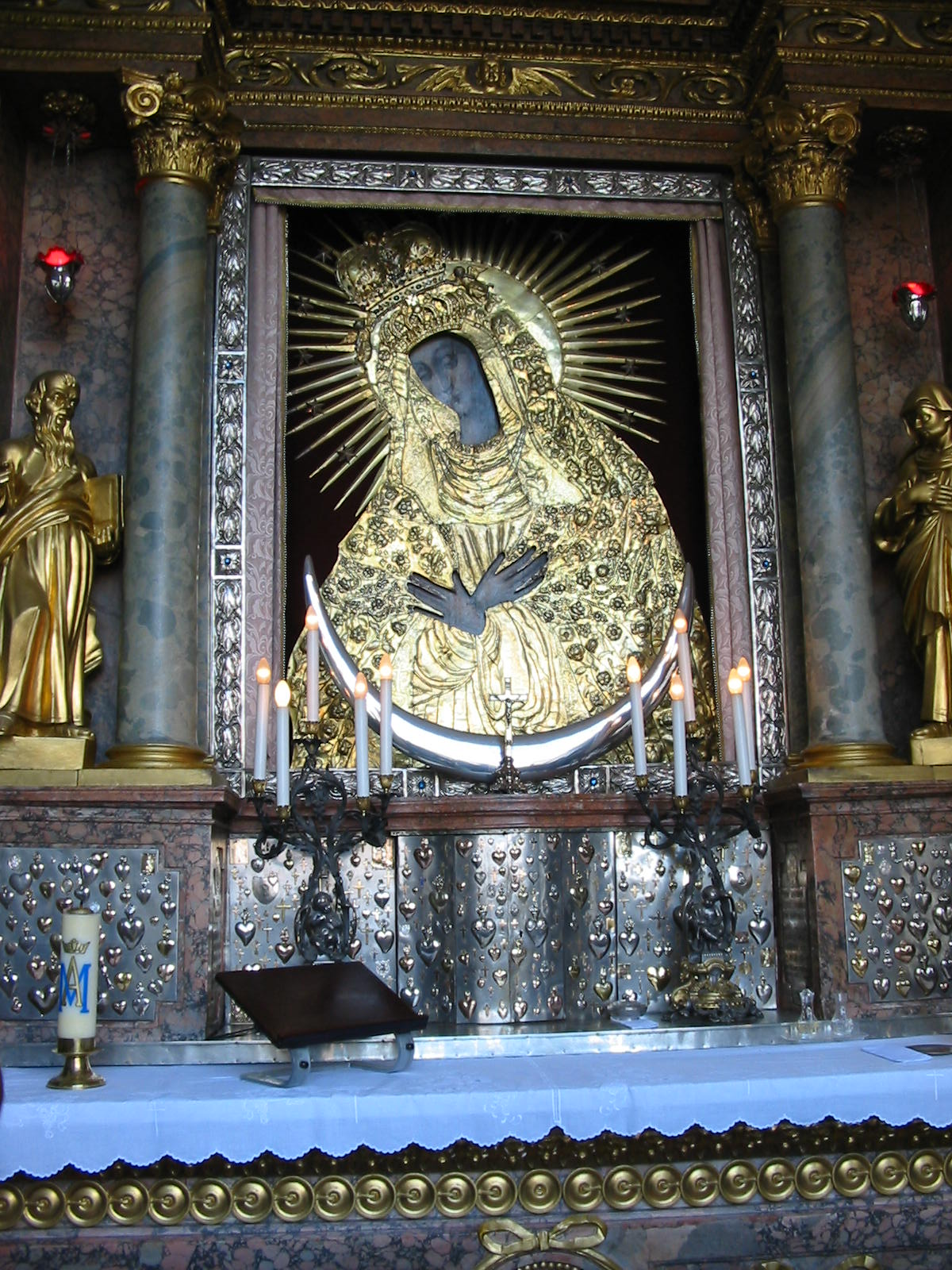
Obraz Matki Boskiej Ostrobramskiej, w sanktuarium, w stolicy Litwy – Wilnie

Litwa była jedną z najpóźniej schrystianizowanych części Europy. Pomimo tego i tak katolicy stanowią tam większość ludności. W 2005 roku było to 79%. Głównymi miejscami pielgrzymkowymi na Litwie są sanktuaria w Wilnie, Szydłowie i Trokach. W Szydłowie po raz pierwszy w Europie odnotowano objawienia maryjne. Chodzenie do kościoła poza pogrzebami i ślubami deklaruje 14% Litwinów.
Na Litwie większość katolików to Litwini i Polacy. Tradycyjnie prawosławie jest zdominowane przez Rosjan, Ukraińców i Białorusinów. Zauważa się także po okresie komunizmu duży odsetek niewierzących (9,5%) oraz nieumiejących się określić (5,4%).

### Luksemburg
Katolicy stanowią 88% społeczeństwa Luksemburga. 44% mieszkańców tego kraju wierzy w Boga osobowego, 28% wierzy w jakiś rodzaj siły wyższej, a 22% nie wierzy ani w Boga, ani w żadną siłę wyższą.

### Niemcy
Niemcy były krajem, w którym rozpoczął się ruch reformacyjny. Część krajów niemieckojęzycznych, tworzących współczesne Niemcy, pozostała przy katolicyzmie, część przyjęła protestantyzm. Protestancka jest przede wszystkim północ, niektóre rejony Badenii-Wirtembergii, katolicka jest Kolonia oraz Bawaria. Według doniesienia z 2008 roku, ze względu na zbyt niską frekwencję we mszach świętych, w najbliższym czasie niemiecki Kościół w samej Bawarii miał zamiar sprzedać lub zburzyć 500 kościołów, i już wtedy wiele z nich pełniło inne funkcje niż sakralne.
Katolicy w 2014 roku stanowili 29,5% społeczeństwa (23,93 mln osób), spośród których praktykowało 10,9%. Od wielu lat obserwuje się spadek liczby wiernych, chrztów i ślubów kościelnych. Od lat 70. XX wieku obserwuje się wzrost liczby osób występujących z Kościoła. W XX wieku najwięcej wystąpień zanotowano w roku 1992 – było to 192 766 osób. W latach 1990–2008 liczba zarejestrowanych katolików spadła o 11%. W roku 2010 po raz pierwszy liczba wystąpień z Kościoła katolickiego w Niemczech (181 193 osoby) przekroczyła liczbę wystąpień z Kościoła ewangelickiego (niecałe 150 000). Wzrost wystąpień o ok. 52 tys. w porównaniu z poprzednim rokiem według niemieckich mediów był motywowany ujawnieniem serii skandali seksualnych związanych z "molestowaniem seksualnym w szkołach i innych instytucjach podległych Kościołowi katolickiemu, a także reakcją hierarchów na te skandale". Skandale te wywołały również publiczną dyskusję na temat reform w Kościele, w tym nad możliwością wyświęcania na księży żonatych mężczyzn. W 2014 roku odnotowano kolejny rekord liczby wystąpień z Kościoła: 217 716.
W 2017 roku Kościół katolicki w Niemczech liczył 23,3 mln członków (28,2% ludności). W ciągu 2017 roku ochrzczono 169 751 nowych wyznawców, 178 045 osób przystąpiło do pierwszej komunii, 138 069 przystąpiło do bierzmowania, udzielono 42 523 ślubów kościelnych, przeprowadzono 243 824 pogrzeby wyznaniowe, 167 504 osób wystąpiło z Kościoła, 2647 osób przeszło z innych wyznań, a 6685 do niego powróciło.
Obroty Kościoła katolickiego w Niemczech wynoszą 125 mld euro rocznie – oznacza to, że jest on jednym z największych przedsiębiorstw w tym kraju. Wartość majątku niemieckiego Kościoła wynosi 500 mld euro; ma on 1,3 mln pracowników. Większość dochodów Kościoła pochodzi z państwowej kasy i składek wiernych. Ma on udziały w przedsiębiorstwach, posiada własne banki (Pax-Bank i Liga-Bank).

### Polska

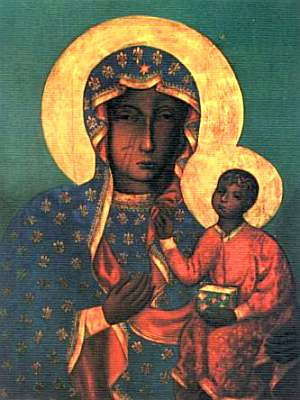
Obraz Matki Boskiej Częstochowskiej.

Kościół katolicki w RP w 2021 roku miał 32 346 tys. ochrzczonych, przynależących do 10 260 parafii. Wg danych z 2010 kościół miał 17 533 kościołów i kaplic i ok. 160 tysięcy hektarów gruntów. Według danych Głównego Urzędu Statystycznego ze Spisu Powszechnego 2021 roku, do Kościoła katolickiego w Polsce należy 27,1 mln osób, co stanowi 71,3% ludności Polski (38 mln osób). W 2021 posługiwało duszpastersko 23,9 tys. księży diecezjalnych to o ponad 200 mniej niż w roku poprzednim, 8,7 tys. kapłanów zakonnych, w 105 zgromadzeniach czynnych było 16,3 tys. sióstr zakonnych w 2032 domach zgromadzeń czynnych to o 0,5 tys. sióstr mniej niż w roku poprzednim, 10,7 tys. braci zakonnych z czego najliczniejszymi zgromadzeniami byli franciszkanie, salezjanie oraz pallotyni. Za granicą przebywało 26% zakonników z polskich prowincji. Do kapłaństwa przygotowuje się ok. 1341 kleryków. Kościół prowadzi 1240 przedszkoli i szkół podstawowych (133 tys. uczniów), 417 szkół ponadpodstawowych (83 tys. uczniów) oraz 69 szkół wyższych i uniwersytetów (100 tys. słuchaczy), 33 szpitale, 244 ambulatoria, 267 domów starców i zakładów opieki i 538 sierocińców oraz domów opieki dla dzieci, a także 120 oficyn wydawniczych, 300 gazet i czasopism, 50 rozgłośni radiowych i diecezjalnych i 1 telewizję. Według badań statystycznych przeprowadzanych przez Kościół (tzw. "liczenie wiernych"), które odbyło się 26.09.2021 wskaźnik dominicantes wyniósł 28,3% zaś communicantes 12,9%. W roku szkolnym 2021/2022 na religię we wszystkich typach placówek edukacyjnych uczęszczało 82% uczniów, jest to o 3,3 punktu procentowego mniej w porównaniu do roku ubiegłego. W 2021 ochrzczonych zostało 315 tys. osób (o 1% więcej w porównaniu do roku poprzedniego), 331,7 tys. przystąpiło do pierwszej Komunii Św. czyli o 11,3% więcej niż w roku ubiegłym, do bierzmowania przystąpiło 265,7 tys. osób a sakramentów małżeństwa udzielono 103,9 tys.
W polskim Sejmie znajduje się zawieszony przez posłów krzyż, w państwowych urzędach można napotkać portrety Jana Pawła II. Za sprawą konkordatu z 1993 polski Kościół zwolniony jest z niektórych podatków, na przykład z podatku dochodowego, państwo zobowiązuje się do wypłacania pensji i opłat na ubezpieczenia społeczne dla kapelanów, na przykład pełniących posługi w jednostkach wojskowych, i księży-katechetów.

### Portugalia
Od XVI do XIX wieku Portugalia była imperium kolonialnym. Przyczyniła się do chrystianizacji dzisiejszej Brazylii. Była jednocześnie jednym z najbardziej zacofanych krajów europejskich; na początku XX wieku nie potrafiło tam czytać i pisać 77% społeczeństwa, do dzisiaj nie umie tego 10%. Powiązane z masonerią siły antyklerykalne i republikańskie, które przejęły wtedy władzę w Portugalii uznały Kościół katolicki za hamulec postępu. Znacjonalizowano majątek kościelny, zamykano zakony, ogłoszono na wzór francuski rozdział Kościoła od państwa; wolnomularz i jeden z pierwszych premierów Portugalii Alfonso Costa powiedział, że celem republikanów jest "całkowite zniszczenie religii katolickiej w przeciągu dwóch pokoleń".
Po rządach republikanów w Portugalii katolicyzm zaczął odzyskiwać znaczenie, obecnie jednak obserwuje się spadek liczby osób praktykujących. Obserwuje się tam bardzo duże różnice regionalne. W latach 90. 60-70% ludności na północny regularnie uczestniczyło w praktykach religijnych, podczas gdy na uznawanym za antyklerykalne południu – 10-15%. W rejonie Lizbony liczbę praktykujących regularnie szacuje się na 30%. W 2007 liczbę praktykujących oszacowano na 19% (1 mln 920 tys. na 10 mln 500 tys. mieszkańców).

### Słowacja
Na Słowacji katolicy stanowią 68% społeczeństwa. Chodzenie do kościoła poza ślubami i pogrzebami deklaruje 33% Słowaków.

### Słowenia
W Słowenii do Kościoła katolickiego należy 57% społeczeństwa. Pozostała część należy do kościołów protestanckich albo uznaje się za ateistów lub agnostyków. Liczba katolików spadła tam do obecnego poziomu z 90% w 1990 roku. Chodzenie do kościoła poza pogrzebami i ślubami deklaruje 18% Słoweńców.

### Szwajcaria
Szwajcaria była jednym z krajów, w którym znaczenie odgrywał protestantyzm. Działał tu w XVI wieku m.in. Jan Kalwin i Ulrich Zwingli. Kalwinizm przyjął się w Zurychu, Bazylei i w wielu innych kantonach niemieckojęzycznych i francuskojęzycznych, które obecnie są jednymi z najbardziej rozwiniętych na świecie. Katolicyzm utrzymał się w niektórych kantonach francuskojęzycznych i niemieckojęzycznych, a także we wszystkich kantonach włoskojęzycznych, które są słabiej rozwinięte. Katolicy stanowią obecnie 40% społeczeństwa Szwajcarii. Dodatkowo większość istniejących w Szwajcarii parafii jest bardzo liberalna: w wielu kościołach nie ma obrazów, najwyżej krzyż, księża dokonują wielu zmian w tradycyjnej liturgii, msze może odprawiać pastor z Kościoła reformowanego, gdy brakuje księdza katolickiego. W 2011 roku odnotowano wzrost liczby katolików wynikający z imigracji i wysokiej dzietności katolickich rodzin.

### Węgry
Na Węgrzech katolicy stanowią 52% społeczeństwa. Występuje tu także silny element kalwiński i prawosławny. Chodzenie do kościoła poza pogrzebami i ślubami deklaruje 12% Węgrów.

### Wielka Brytania
Ogółem w kraju regularnie praktykuje ok. 6% osób deklarujących się jako katolicy.
Od 2010 roku w Anglii i Walii obserwowany jest stały wzrost liczby powołań kapłańskich.

### Włochy

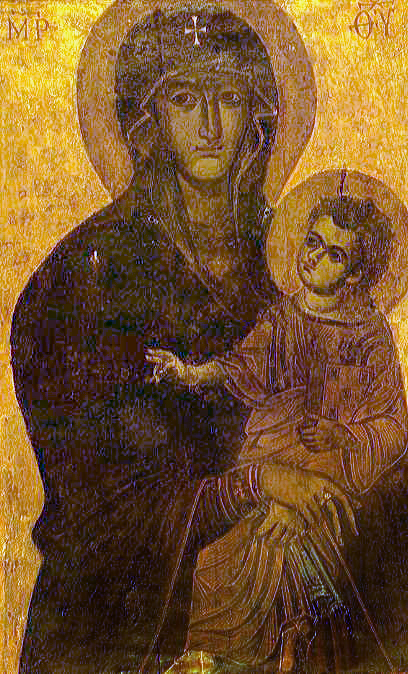
Ikona Salus Populi Romani z bazyliki Santa Maria Maggiore

We Włoszech odsetek osób deklarujących się jako katolicy jest duży. Ludową religijność tego kraju wielu interpretuje jednak jako powierzchowną, a nawet teatralną. Radykalni lewicowi antyklerykałowie włoscy domagają się zerwania konkordatu i stosunków dyplomatycznych z Watykanem. Chcą, aby ich państwo zażądało zwrotu terytorium tego małego państwa. W XV wieku Girolamo Savonarola krytykował nadmierne bogactwo i odejście od ideałów ewangelicznych, szczególnie wśród duchowieństwa, co (między innymi) przyczyniło się do skazania go na śmierć. Szczególnie antyklerykalnie usposobieni byli propagatorzy zjednoczenia Włoch, jak Giuseppe Garibaldi. Według katolickiego dziennika Avvenire, "krytykowanie papieża stało się modnym sportem" we Włoszech. Ujawniane i nagłaśniane są skandale seksualne z udziałem duchownych. W listopadzie 2009 Europejski Trybunał Praw Człowieka orzekł, że wieszanie krucyfiksów w klasach to naruszenie „prawa rodziców do wychowania dzieci zgodnie z własnymi przekonaniami” oraz „wolności religijnej uczniów”. W marcu 2011, po złożeniu apelacji przez kilkanaście państw Trybunał orzekł, że sędziowie nie znaleźli dowodów na wpływ krucyfiksów w salach lekcyjnych na uczniów i przyznał rację Włochom. Stwierdzono także, że każde państwo Unii Europejskiej może we własnym zakresie wprowadzić regulacje prawne dotyczące obecności symboli religijnych w państwowych obiektach. Od wyroku nie ma odwołania.
Szczególne znaczenie mają we Włoszech liczne katolickie uniwersytety, na których kształcą się katolicy (zwłaszcza duchowni) z całego świata. We Włoszech kościoły należą do Watykanu, który z uwagi na to, że wiele miejscowości się w ostatnich dziesięcioleciach wyludniło, musiał zlikwidować tam duszpasterstwo, ale przyjął zasadę, że takie kościoły nie podlegają sprzedaży. Chodzenie do kościoła deklaruje 35% katolików, ale na przykład podczas liczenia wiernych w diecezji weneckiej okazało się, że praktykuje tam około 15%.

## Kościół katolicki w Ameryce Północnej

### Stany Zjednoczone
Mimo iż Kościół katolicki jest w Stanach Zjednoczonych największą wspólnotą religijną, katolicy stanowią 22% ludności. Są to głównie potomkowie Włochów, Irlandczyków, Polaków i – ostatnio w coraz większej liczbie – imigrantów z krajów Ameryki Łacińskiej. Amerykański Kościół katolicki boryka się obecnie z problemem ukrywania przez biskupów przypadków pedofilii wśród księży, polegającym na przenoszeniu takich księży do innych parafii. Ujawniono, że w latach 1950–2002 działało 4,4 tys. księży-pedofilów. Kościół na mocy różnych wyroków został zmuszony do wypłacenia milionowych odszkodowań ofiarom i ich rodzicom. Tylko w 2008 roku tego rodzaju odszkodowania pochłonęły 374,4 mln dolarów. Wielu wiernych, zaniepokojonych tą sytuacją, zaczęło się domagać demokratyzacji struktur Kościoła – tak, aby wierni mieli wpływ na wybór proboszczów i biskupów – podobnie, jak ma to miejsce w kościołach protestanckich.
Znaczna część katolików nie uczęszcza na msze i w wielu sprawach nie zgadza się z poglądami Kościoła. Dla przykładu w archidiecezji bostońskiej na 1,8 mln katolików praktykuje 319 tys., czyli nieco mniej niż 20%. Dodatkowo 2/3 amerykańskich katolików popiera wprowadzenie związków partnerskich dla osób homoseksualnych, a 32% popiera zalegalizowanie małżeństw homoseksualnych. 47% amerykańskich katolików opowiada się za prawem do aborcji, a 17% jest za całkowitym jej zakazem. Katolicy są w tych obydwu kwestiach bardziej liberalni niż ogół Amerykanów. W całym kraju praktykuje regularnie ok. 35% katolików.
Średnia wieku amerykańskich księży wynosi 58 lat, chociaż jeszcze w 1970 roku wynosiła 37 lat.

### Kanada
Sytuacja w Quebecu
Quebec był kolonią francuską w Ameryce Północnej. W XVIII wieku Francja utraciła go na rzecz Wielkiej Brytanii. Kościół katolicki stał się wtedy ostoją kultury francuskiej i języka francuskiego, zaś o mieszkańcach Quebecu mówiono, że są "naturaliter catholicae", tzn. "z natury katoliccy". W latach 30. XX wieku w Quebecu zaczęły zachodzić gwałtowne zmiany społeczno-ekonomiczne. Narodowo-katolicki rząd wspierał Kościół, finansował religię w szkołach, strzegł cenzury w sprawach religijnych, jednocześnie kraj ulegał industrializacji i urbanizacji, zaczął zmieniać się model rodziny: z wielodzietnej, utrzymującej się z rolnictwa, na nowoczesną. Tzw. "cicha rewolucja" nastąpiła tam w latach 60. XX wieku.
Gdy Quebec osiągnął wysoki poziom rozwoju gospodarczego i wysoki poziom skolaryzacji, religia zaczęła być wypierana przez konsumpcjonizm, popkulturę i nowe, niezwykle popularne w tym czasie ideologie, głównie pacyfistyczną, ekologiczną, feministyczną. Dodatkowo zaczęły wychodzić na jaw skandale seksualne i finansowe z udziałem kleru i zaczęto ujawniać przypadki znęcania się duchownych i osób zakonnych nad uczniami (zwłaszcza innych wyznań) w niektórych szkołach. Zapoczątkowało to gwałtowny wzrost nastrojów antyklerykalnych wśród wiernych, którzy nie tylko przestali się bać duchownych, ale nawet zaczęli występować przeciwko hierarchom Kościoła i władzy Watykanu. W latach 80. lewicowa, separatystyczna Partia Quebecu zaczęła odbierać Kościołowi przywileje. Od 2008 religia nie jest już nauczana w tamtejszych szkołach państwowych, zastępuje ją religioznawstwo.
W latach 50. praktykowało 88% ludności, a jeden ksiądz przypadał na 500-700 mieszkańców. W 1988 praktykowało 48%, a w 1998 26%. Obecnie według różnych szacunków praktykuje między 20 a 24%.

## Kościół katolicki w Ameryce Południowej
We wszystkich hiszpańskojęzycznych krajach Ameryki Łacińskiej katolicy stanowią zdecydowaną większość, a religia ma duże znaczenie w życiu większości mieszkańców. W żadnym jednak z tych krajów katolicy nie stanowią już więcej niż 89%. Powodem zmniejszania się udziału ludności katolickiej jest m.in. odpływ wiernych do kościołów ewangelikalnych, tj. baptystycznych i zielonoświątkowych, a także do takich pochodzących głównie z USA wspólnot, jak mormoni, adwentyści czy Świadkowie Jehowy. Obecnie w Ameryce Łacińskiej już około 15% społeczeństwa stanowią protestanci, a w Salwadorze nawet 38%.

### Argentyna
W Argentynie 92% ludności została ochrzczona jako katolicy, ale według deklaracji własnych stanowią oni 78% ludności, z których 20% praktykuje regularnie. Kontrowersyjne komentarze budzą stosunki państwo-Kościół, w szczególności w okresie brudnej wojny.

### Brazylia
Brazylijski Kościół katolicki jest największą narodową wspólnotą wiernych na świecie. W roku 1872 katolicy stanowili 99,7% mieszkańców, ok. 1905 - 96%, w 1970 - 91,8%, w 1980 - 89%, na początku lat 90. - 83%, a w 2000 roku stanowili 73,6% społeczeństwa. W 2010 64,6% mieszkańców było katolikami.
| Udział katolików w ludności Brazylii | Udział katolików w ludności Brazylii | Udział katolików w ludności Brazylii | Udział katolików w ludności Brazylii | Udział katolików w ludności Brazylii |
| ------------------------------------ | ------------------------------------ | ------------------------------------ | ------------------------------------ | ------------------------------------ |
| Rok                                  |                                      | procent                              |                                      |                                      |
| 1872                                 |                                      | 99,7                                 |                                      |                                      |
| ok. 1905                             |                                      | 96,0                                 |                                      |                                      |
| 1970                                 |                                      | 91,8                                 |                                      |                                      |
| 1980                                 |                                      | 89,0                                 |                                      |                                      |
| 1991                                 |                                      | 83,0                                 |                                      |                                      |
| 2000                                 |                                      | 73,6                                 |                                      |                                      |
| 2010                                 |                                      | 64,6                                 |                                      |                                      |
|                                      |                                      |                                      |                                      |                                      |

Ma miejsce odpływ wiernych do kościołów ewangelikalnych, tj. baptystycznych i zielonoświątkowych, a także do takich pochodzących głównie z USA wspólnot, jak mormoni, adwentyści, czy Świadkowie Jehowy.

### Meksyk
W Meksyku Kościół katolicki jest najliczniejszym wyznaniem religijnym. Jednak w ostatnich dziesięcioleciach rośnie liczba osób należących do innych wyznań, w tym protestanckich (wzrost od 1950 do 2010 roku z 1% do 8%) oraz liczba osób podających się za niewierzące (obecnie ponad 5 mln). Tylko w latach 2000–2010 liczba katolików spadła o 4 mln i obecnie wynosi niespełna 84% społeczeństwa, podczas gdy w roku 1950 było to 98%. Skandal seksualny z udziałem meksykańskiego księdza Marcial Maciel Degollado, założyciela zgromadzenia Legioniści Chrystusa, określony został jako "największy skandal ujawniony w Kościele katolickim". Praktykuje regularnie ok. 44% katolików.
Charakterystyczny dla meksykańskiego katolicyzmu jest wysoce rozwinięty kult świętych i Marii, a także połączenie tradycji katolickich z prehiszpańskimi obrzędami religijnymi Indian.

## Kościół katolicki w Australii i Oceanii

### Australia
Według spisu powszechnego w 2006 roku za katolików podało się ponad 5,1 mln osób, co stanowi 25,8% społeczeństwa Australii (w 2001 było to 5,0 mln czyli 26,6% ludności). Kościół katolicki jest tam największą wspólnotą religijną.

## Kościół katolicki w Azji

### Filipiny
Katolicy stanowią 80% ludności Filipin. 80% ludności regularnie praktykuje. W miejscach publicznych, środkach komunikacji miejskiej znajdują się symbole religijne, figury Matki Bożej. Znajduje się tam także największa figura Matki Bożej na świecie. Dodatkowo Filipiny słyną z realistycznych dróg krzyżowych, podczas których przybija się do krzyża na krótki czas prawdziwymi gwoździami młodych mężczyzn, poddających się temu z własnej woli.

### Korea
W Korei Południowej do Kościoła katolickiego należy 11,0% społeczeństwa (5 mln osób).

### Malezja
Katolicy stanowią 3% ludności (929 tys. osób). Kościół może bez przeszkód prowadzić swoją działalność, jednak zabronione jest prawem przechodzenie z islamu do innych religii.

### Mongolia
W 1992 roku zostały nawiązane stosunki dyplomatyczne z Watykanem. Liczba katolików wzrosła z ok. 100 w 2002 r. do ok. 800 w 2012.

## Kościół katolicki w Afryce
Obecnie Kościół katolicki prowadzi, podobnie jak inne kościoły chrześcijańskie, intensywną chrystianizację Afryki. W Angoli w 2010 roku katolicy stanowili około 56,8% ludności, Demokratycznej Republice Konga 47,3%, Gabonie 53,5%, a w Ugandzie 42,2% ludności. Na Madagaskarze, w Tanzanii i Mozambiku katolicy stanowią od 35% do 28,4% ludności, a w Wybrzeżu Kości Słoniowej 21,4% mieszkańców. Mimo to w stolicy Wybrzeża Kości Słoniowej Jamusukro za zaciągnięte przez państwo kredyty, które podwoiły dług narodowy, wybudowano największy kościół chrześcijański na świecie, Bazylikę Matki Boskiej Królowej Pokoju w Jamusukro. Budynek został poświęcony przez Jana Pawła II. Polski papież właśnie w Afryce upatrywał rejon świata, który mógłby się w przyszłości przyczynić do rechrystanizacji Europy Zachodniej (dał temu wyraz między innymi w dziele Pamięć i tożsamość). Na początku XX w. w Afryce żyło 400 000 katolików, a w 2014 roku było ich około 215 milionów.
Znaną postacią afrykańskiego Kościoła za sprawą mediów stał się arcybiskup Emmanuel Milingo, który wziął ślub w Kościele Moona, a potem założył stowarzyszenie żonatych księży.